# パロアルト (カリフォルニア州)

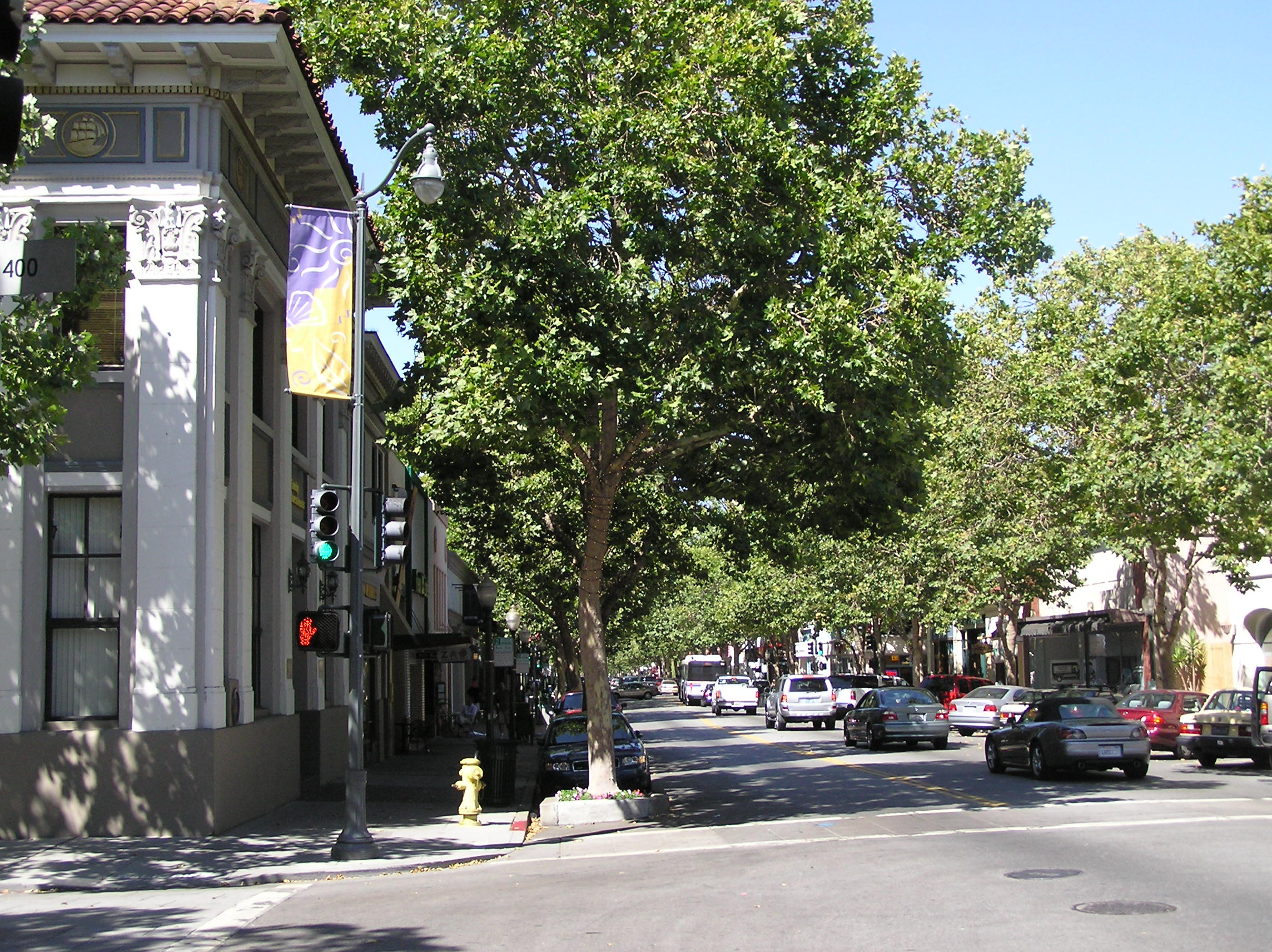
パロアルトの街並み

パロアルト（Palo Alto、IPA /ˌpæloʊˈæltoʊ/）は、アメリカ合衆国カリフォルニア州のサンタクララ郡にある都市。サンフランシスコ・ベイエリア南部のシリコンバレーに位置している。スタンフォード大学の学園都市であり、複数のハイテク企業の本拠地である。人口は6万8572人（2020年）。
パロアルトの名は、スペイン語で"El Palo Alto（背の高い木）"を意味し、サンフランシスキート川沿いのアメリカ杉にちなんで名付けられた。
スタンフォード大学は国勢調査指定地域にあるが、キャンパスの一部は市域に含まれる。スタンフォードは伝統的に起業家の養成に力を入れており、市内で会社を起こす学生は少なくない。SNS大手のフェイスブックの本社が2011年まで存在した。現在はHP Inc.、VMware、スペースシステムズ/ロラールの本社やパロアルト研究所などの企業・研究所が立地している。

## 歴史
スタンフォード大学の創業者リーランド・スタンフォードはパロアルトの町の設立（1894年）に深く関与しており、大学と一体化した街造りが行われた。彼は、コーネル大学があるイサカ (ニューヨーク州)のような町を目指していたという。

## 地理

サンタクララ郡内の位置

パロアルト市は北緯37度25分45秒 西経122度8分17秒 / 北緯37.42917度 西経122.13806度 (37.429289, −122.138162)に位置している。サンフランシスコ半島の南東部にあり、メンローパークが西側に、イーストパロアルトが北側に、マウンテンビュー及びロスアルトスが東側に隣接している。南部境界はスタンフォード（スタンフォード大学）及びロスアルトスヒルズと接している。
アメリカ合衆国統計局によると、パロアルト市は総面積66.4平方キロメートル（25.6平方マイル）である。このうち61.3平方キロメートル（23.7平方マイル）が陸地で5.1平方キロメートル（または7.6 %）が水域である。

## 人口動勢
2000年現在の国勢調査で、パロアルト市は人口5万8598人（2010年現在6万4403人）、2万5216世帯、及び1万4600家族が暮らしている。人口密度は955.8人/km2 (2,475.3/mi2) である。424.9/km2 (1,100.3/mi2) の平均的な密度に2万6048軒の住宅が建っている。この都市の人種的な構成は白人75.76 %、アフリカン・アメリカン2.02 %、先住民0.21 %、アジア17.22 %、太平洋諸島系0.14 %、その他の人種1.41 %、及び混血3.24 %である。ヒスパニックまたはラテン系は人口の4.65 %である。
この都市内の住民は21.2 %が18歳未満の未成年、18歳以上24歳以下が4.9 %、25歳以上44歳以下が32.4 %、45歳以上64歳以下が25.9 %、及び65歳以上が15.6 %にわたっている。中央値年齢は40歳である。女性100人ごとに対して男性は95.8人である。18歳以上の女性100人ごとに対して男性は93.6人である。
この都市の世帯ごとの平均的な収入は9万377米ドルであり、家族ごとの平均的な収入は11万7574米ドルである。男性は9万1051米ドルに対して女性は6万202米ドルの平均的な収入がある。この都市の一人当たりの収入 (per capita income) は5万6257米ドルである。18歳未満の4.0 %及び65歳以上の5.0 %を含む、家族の約3.2 %及び人口の4.8 %の収入は貧困線以下である。

## 経済
パロアルト市はシリコンバレーを中心とする経済に絞って貢献し、9万8000人以上の雇用に6000以上の事業の拠点となっている。多くの革新的な技術会社はSand Hill Roadに著名なベンチャー投資家の事務所があるのに対して、Page Mill RoadのStanford Research Park内に会社を置いている。パロアルト市の経済は一般的にシリコンバレーの経済動向に左右される。パロアルト市に本拠を置く良く知られている企業及び研究施設は：
- アジレント・テクノロジー
- Aricent
- Amazon.com's A9.com
- Facebook
- Genencor
- HP Inc.
- IDEO
- SAP AG
- スペースシステムズ/ロラール
- VMware
- パロアルトネットワークス
- Ansca Mobile
- Wilson Sonsini Goodrich & Rosati（技術法律事務所）
- フェアチャイルドセミコンダクター創業地、 844 Charleston Road, Palo Alto, California, 北緯37度25分18秒 西経122度06分11秒 / 北緯37.42167度 西経122.10306度

施設を置く他の著名な会社は：
- CNF Inc.
- EPRI
- Fry's Electronics
- NYSE
- PAIX
- ロシュ生物科学
- ウォールストリート・ジャーナル
- パロアルト研究所
- ロッキード・マーティン
- メリルリンチ（ニューヨーク市外で最大な事務所）
- バリアン・メディカル・システムズ
- ゼロックス

に加えて、パロアルト市は活気ある小売り及びレストラン業、そしてStanford Shopping Centerがあり、パロアルトのダウンタウン（スタンフォード大学すぐ近くにあるユニバーシティ通り周辺を中心に）は多くのレストランが軒を連ねる人気のある場所となっている。
関連項目：Palo Alto Chamber of Commerce list of Major Employers（アーカイブ）

## メディア
- パロアルト・デイリーニューズ - 日刊紙
- Palo Alto Weekly - 水曜及び金曜日発行
- Media Center - cable TV access
- KNTS 1220 AM — 元KIBE、その後 KDFC；5,000ワット日中 / 145ワット夜間； Dumbarton bridge に近接する西部から送信。

## 付近の施設
- スタンフォード大学
- ヒューレット・パッカード本社,創業時のガレージ
- パロアルト研究所
- カルトレイン・パロアルト駅
- Apple Store・パロアルト
- Apple Computer

## 交通
パロアルト市は2つの主要な国道101号線、そして州間高速道280号線によってサービスされていて、サンフランシスコ半島の主要な北部ー南部大通りEl Camino Real（CA-82号線）が横断している。
パロアルト市は北部でDumbarton Bridgeを横断しているカリフォルニア州道84号線によって間接的にサービスされている。この橋のサンフランシスコ半島側の幹線道路がないのはパロアルト、アサートン及びメンロパークの住民から反対され高速道路に格上げされたからである。
パロアルト市は合衆国内で多忙な滑走路1本の一般航空向け空港の1つである、Palo Alto Airport of Santa Clara Countyによってサービスされている。パロアルト空港 (KPAO) はパロアルト地域で働くためセントラルバレー内から飛行（自家用単発飛行機）する多くの通勤者に使用されている。
鉄道サービスはサンフランシスコ及びサンノゼへサービスしているカルトレインを利用できる。カルトレインはユニバーシティ・アベニュー（各駅及び急行）並びにカリフォルニア・アベニュー（各駅）と、パロアルト市内に2つの定期停車駅がある。Embarcadero Roadのアルマ・ストリート近くに位置する3番目の駅はスタンフォード・スタジアム (Stanford Stadium) でのスポーツイベント（一般にフットボール）向けに特別サービスとして使用される。ユニバーシティ・アベニュー駅はカルトレインのentire路線で2番目に多く利用されている（サンフランシスコの4th 及び King に続き）。

## 姉妹都市
- リンシェーピング、スウェーデン
- 土浦市、日本

## パロアルト出身の著名人
- ジェームズ・フランコ - 俳優
- ボブ・メルビン - プロ野球選手、監督
- ジョク・ピーダーソン - プロ野球選手
- マーク・シュルツ - レスリング選手、総合格闘家
- マット・ビオンディ - 水泳選手
- ジュリー・オオツカ - 作家